# VinFast
VinFast je vietnamský výrobce automobilů. Firmu založil v roce 2017 v Haiphongu Phạm Nhật Vượng. VinFast je společnost s ručením omezeným a patří k průmyslovému konglomerátu Vingroup.
VinFast vystavoval v roce 2018 na Pařížském autosalonu a oznámil úmysl stát se prvním vietnamským vývozcem automobilů. Plánuje v roce 2025 vyrábět až půl milionu vozů ročně. Automobilka spolupracuje s designovým studiem Pininfarina. Výrobky vycházejí z licencované technologie BMW a strategií firmy je nabízet luxusní vozy za nižší ceny než konkurence.
Automobilka představila modely VinFast LUX A2.0 (sedan vyšší střední třídy), VinFast LUX SA2.0 (SUV), VinFast President, VinFast Fadil (městský vůz), elektromobil VinFast VF e34 a elektrický motocykl VinFast Klara. 
Název VinFast je zkratka vietnamských slov Việt Nam (Vietnam), Phong cách (styl), An toàn (bezpečnost), Sáng tạo (kreativita) a Tiên phong (průkopník).